# Michèle Alliot-Marie
Michèle Alliot-Marie (ur. 10 września 1946 w Villeneuve-le-Roi) – francuska prawniczka i polityk, parlamentarzystka krajowa i europejska, minister obrony, spraw wewnętrznych, sprawiedliwości i spraw zagranicznych.

## Życiorys
Z wykształcenia etnolog oraz prawnik. Obroniła doktorat z zakresu prawa i nauk politycznych. Pracowała jako adwokat, a także jako starszy wykładowca na Uniwersytecie Paryż I.
Działalność publiczną w samorządzie rozpoczęła w 1983, kiedy to została radną miasta Ciboure, później zasiadała też w radzie miasta Biarritz. W okresie 1992–2002 sprawowała urząd mera Saint-Jean-de-Luz, następnie objęła stanowisko zastępcy mera tego miasta.
W 1981 powołano ją na funkcję sekretarza neogaullistowskiego Zgromadzenia na rzecz Republiki, weszła później w skład biura politycznego tej partii.
Od 1986 do 2007 w każdych kolejnych wyborach uzyskiwała mandat posłanki do Zgromadzenia Narodowego. Była m.in. wiceprzewodniczącą poselskiej grupy RPR. W 1986 została także po raz pierwszy powołana na stanowisko w administracji rządowej jako sekretarz stanu w Ministerstwie Edukacji Narodowej, którym była przez dwa lata. Od 1993 do 1995 sprawowała urząd ministra do spraw młodzieży i sportu w rządzie Édouarda Balladura.
W 1989 wybrano ją do Parlamentu Europejskiego, w którym zasiadała przez trzy lata. W tym samym roku została przewodniczącą Zgromadzenia na rzecz Republiki. W 2002 doprowadziła do zjednoczenia się RPR z innymi ugrupowaniami i utworzenia na tej podstawie Unii na rzecz Ruchu Ludowego.
7 maja 2002 objęła tekę ministra obrony w nowo powołanym gabinecie Jean-Pierre’a Raffarina. Urząd ten sprawowała także w rządzie, na czele którego stał Dominique de Villepin. Od 18 maja 2007 wchodziła w skład rady ministrów premiera François Fillona jako minister spraw wewnętrznych, będąc pierwszą kobietą na tym stanowisku.
W 2009 została wiceprzewodniczącą UMP. 23 czerwca tego samego roku po dokonanej rekonstrukcji w rządzie powierzono jej tekę ministra stanu, ministra sprawiedliwości i strażnika pieczęci.
14 listopada 2010 została ministrem stanu i ministrem spraw zagranicznych. Odeszła z tego stanowiska 27 lutego 2011 zaledwie po trzech miesiącach sprawowania funkcji z powodu oskarżeń o niewłaściwą reakcję na protesty, które doprowadziły do tunezyjskiej tzw. jaśminowej rewolucji: oferowała m.in. Tunezji pomoc Francji w „radzeniu sobie z protestami”. Okazało się również, że święta bożonarodzeniowe spędziła w Tunezji, w trakcie trwania gwałtownych protestów przeciwko rządom reżimu prezydenta Zajna al-Abidina ibn Alego, razem ze swym partnerem i rodzicami. Skorzystała wtedy z dwóch darmowych przelotów, których koszty pokrył tunezyjski biznesmen bliski rodzinie prezydenta, natomiast jej rodzice kupili od biznesmena przedsiębiorstwo, którego ceny nie ujawniła.
W wyborach parlamentarnych w 2012 Michèle Alliot-Marie nie została ponownie wybrana, po 26 latach tracąc mandat poselski na rzecz kandydatki socjalistów. W 2014 została liderką jednej z list wyborczych UMP, powracając na skutek wyborów do pełnienia mandatu eurodeputowanej.

## Życie prywatne
Jej partnerem życiowym został Patrick Ollier.

## Odznaczenia
- Legia Honorowa IV klasy (2022)[6]